# Ludwig Griesselich

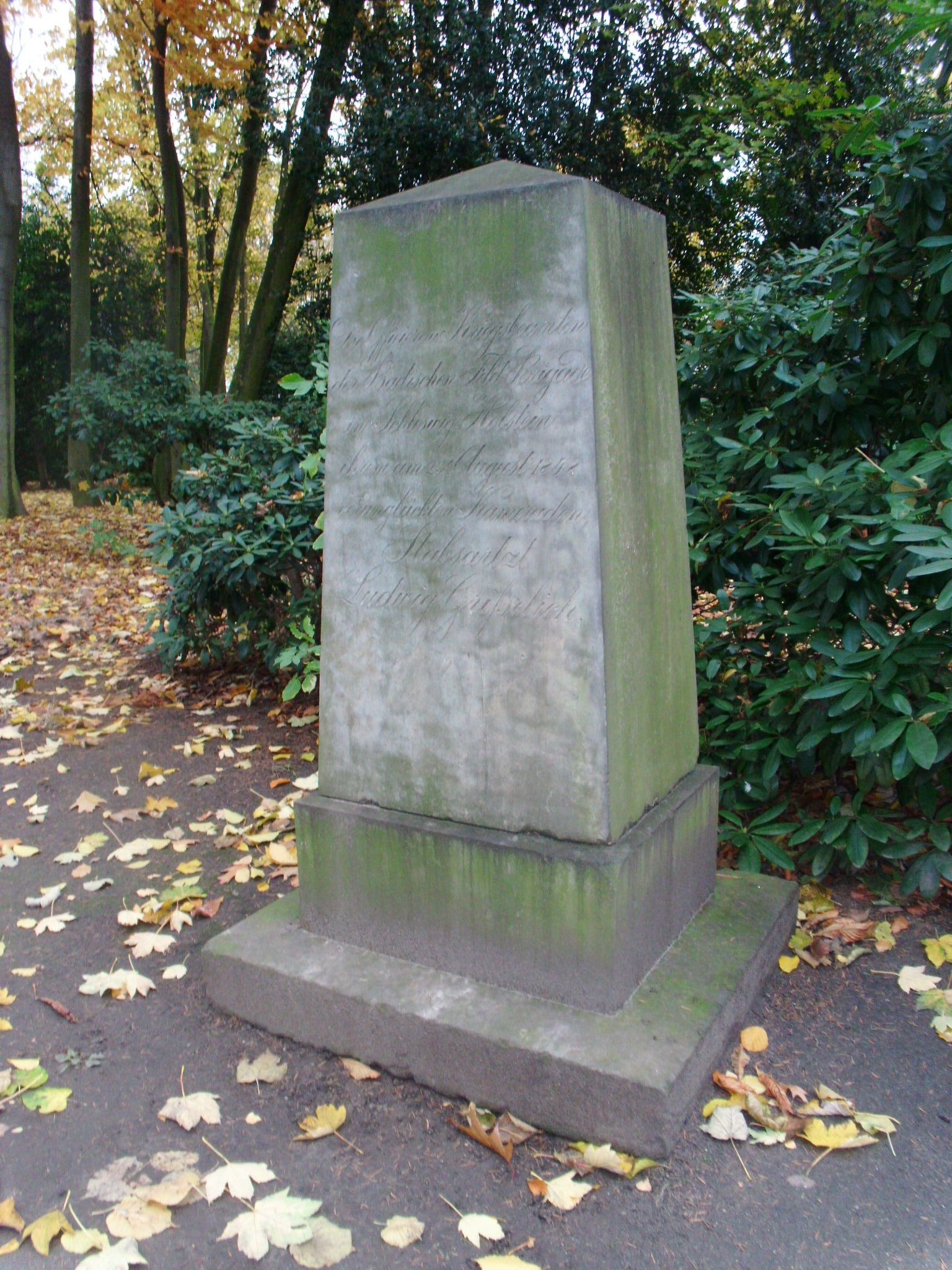
Friedhof Norderreihe, Altona

Ludwig Griesselich (Sinsheim, Baden 8 de marzo de 1804 - 31 de agosto de 1848 ) fue un médico militar, homeópata, y botánico alemán
Recibe su primera educación en el Instituto de Schwarz en Heidelberg, y a los dieciséis entra allí a la Universidad, recibiendo su diploma como doctor en medicina, cirujano y obstetra en 1824. Ese mismo año es elegido cirujano de la Brigada de Artillería en Karlsruhe.
En 1828 comienza investigaciones con el sistema de Hahnemann (Samuel Hahnemann (1755-1843), de medicina.
Siendo cirujano militar, se cae de su caballo el 23 de agosto de 1848, falleciendo el 31 de agosto de ese año.

## Algunas publicaciones
- 1849. Manuel pour servir à l'étude critique de la médecine homoeopathique. Editor J.B. Baillière, 416 p.

- 1848. Handbuch zur Kenntniss der homöopathischen und specifischen Heilkunst: auf dem Wege der Entwickelungsgeschichte bearbeitet. Editor Malsch u. Vogel, 310 p.

- 1847. Deutsches Pflanzenbuch: Anleitung zur Kenntni ︣d. Pflanzenwelt, u. Darstellung derselben in ihrer Beziehung auf Handel, Gewerbe, Landwirthschaft. Ein Buch f. Haus u. Schule. Mit 86 eingedr. Holzschn. Editor Groos, 540 p.

- 1843. Gesundheitslehre: Oder lichtfal︣iche Darstellung d. Grundsätze zur Erhaltung u. Befestigung d. Gesundheit (Educación para la Salud: principios de representación para el mantenimiento y la fijación de la salud). Editor Gutsch & Rupp, 252 p.

- 1842. Kritisch-polemische Blätter über die naturgetreue und die homöopatische Medicin des Prof. von Töltenyi in Wien, und über das bayerische Verbot vom 17. April 1842 (Hojas de crítica y polémica sobre el realismo y la medicina homeopática, el profesor de Töltenyi en Viena, y la prohibición de Baviera). Ed. C. Macklot, 66 p.

- 1840. Hygea: Centralorgan für die homöopathische oder specifische Heilkunst. V. 12 de Hygea, Zeitschrift Fur Heilkunst. Editor C. T. Groos. 574 p.

- 1838a. Hygea, Zeitschrift fur Heilkunst. V. 8. Editor C. T. Groos. vi + 568 p.

- 1838b. Über Verdünnung und Verdünner: eine höfl. Erwiederung des Dr. Eisenmann auf das Sendschreiben des Dr. Griesselich. Con Gottfried Eisenmann. Editor Dresch, 71 p.

- 1836. Kleine botanische schriften. 392 p.

- 1834a. Fresco Paintings from the Arcades of the Healing Art. Ed. Karlsruhe, J. Velten, 1834-35

- 1834b. Homoeopathy in the Shade of Common Sense. Ed. Karlsruhe, J. Velten

- 1834c. A Complete Collection of the Transactions Concerning Homoeopathy in the Legislatures of Baden and Darmstadt Ed. Karlsruhe, J. Velten

- 1832. Sketches from the Portfolio of a Traveling Homoeopath. Ed. Karlsruhe, Ch. Th. Groos
- La abreviatura «Griess.» se emplea para indicar a Ludwig Griesselich como autoridad en la descripción y clasificación científica de los vegetales.[1]